# Timothée Hureau de Livoy
Thimothée de Livoy, né le 1715 à Pithiviers et mort le 27 septembre 1777, est un lexicographe et traducteur français.

## Biographie
Barnabite, Livoy est l’auteur d’un Dictionnaire des synonymes françois, ouvrage utile, mais incomplet, dont Nicolas Beauzée a donné une nouvelle édition corrigée et considérablement augmentée, en 1788.
Il a donné différentes traductions de l’italien, qui peuvent être fidèles, mais l’élégance n’est pas le plus grand mérite.
Il était membre de l’Académie des Arcades de Rome, et de l’Institut de Bologne.

## Publications
- Le Tableau des révolutions de la littérature ancienne & moderne, de Denina, 1767, 2 vol. in-12.
- L’Homme de lettres, du P. Bartoli, 1768 2 vol. in-12.
- L’Exposition des caractères de la vraie Religion, du P. Gerdil, in-12.
- Traité du bonheur public, de Muratori, 2 vol, in-12.
- Voyage d’Espagne fait en 1755, avec des notes historiques, géographiques et critiques, 2 vol. in 12,